# Nador (Tipaza)
Nador (în arabă الناظور) este o comună din provincia Tipaza, Algeria.
Populația comunei este de 9.588 de locuitori (2008).